# 오치아이촌 (아이치현)
오치아이촌(落合村)은 일본 아이치현 니시카스가이군에 설치되었던 촌이다. 현재의 기요스시의 일부에 해당한다.